# SV Dynamo
SV Dynamo (utskrivet Sportvereniging Dynamo) är en volleybollklubb från Apeldoorn, Nederländerna. Klubben bildades 1967 under namnet Christelijke Volleybalvereniging Dynamo (CVV Dynamo) genom en sammanslagning av de tre klubbarna CVVA, CVV DES och VV Volley. Christelijke Sportvereniging Apeldoorn hade sedan 1951 ett volleybollag, som 1959 blivit till egen förening som Christelijke Volleybal Vereniging Apeldoorn (CVVA). Även DES hade skapat ett volleybollag, CVV DES. VV Volley var en mycket liten, men framgångsrik, förening som bara hade ett lag på herrsidan. Klubbens egna hall, Dynamohal, invigdes 1977 av prinsessan Margriet. Sedan 2007 spelar klubben i Omnisport Apeldoorn.
Av sponsorsskäl har klubben hetat Piet Zoomers/Dynamo och senare Piet Zoomers/D under perioden 1986-2009 då Piet Zoomers sponsrade dem och herrelitlaget använder namnet Draisma Dynamo av sponsorsskäl. Klubben haft haft störst framgångar på herrsidan, där de blivit nederländska mästare 15 gånger (1990–91, 1992–97, 1998–99, 2000–01, 2002–03, 2006–08, 2009–10, 2020–23) nederländska cupmästare 10 gånger (1992–94, 1995–96, 1999–2000, 2001–02, 2007–11 och 2018–19) och vann den europeiska klubbtävlingen Top Teams Cup (numera CEV Cup) 2002/2003. Damlaget spelar även de på elitnivå, med flera säsonger i högsta serien.